# ISO 3166-2:BO
ISO 3166-2:BO è uno standard ISO che definisce i codici geografici delle suddivisioni della Bolivia; è un sottogruppo dello standard ISO 3166-2.
I codici, assegnati ai nove dipartimenti del paese, sono formati da BO- (sigla ISO 3166-1 alpha-2 dello Stato), seguito da una lettera; sono usati anche nelle targhe automobilistiche boliviane.

## Codici
| Codice | Dipartimento |
| ------ | ------------ |
| BO-C   | Cochabamba   |
| BO-H   | Chuquisaca   |
| BO-B   | Beni         |
| BO-L   | La Paz       |
| BO-O   | Oruro        |
| BO-N   | Pando        |
| BO-P   | Potosí       |
| BO-S   | Santa Cruz   |
| BO-T   | Tarija       |